# Герб Иерусалима
Герб Иерусалима — один из официальных символов города Иерусалим, наряду с флагом города. Геральдический щит имеет английскую форму с синим контуром. По всему щиту изображена Стена Плача и фигура льва. По бокам щита расположились оливковые ветви. Над гербом на иврите написано название города. Лев — символ рода Иуды (см. Лев Иуды) одного из Колен Израилевых, ветви оливы символизируют мир, синий цвет символизирует иудаизм. Герб утверждён в 1950 году.

## Интересные факты
- Лев на гербе идентичен логотипу автомобиля Peugeot[1].
- Арабские палестинские организации используют свою эмблему Иерусалима — изображение мечети Аль-Акса на фоне кварталов города с арабской и латинской надписью: «Иерусалим»[2].